# Confident (canción)
«Confident» es una canción interpretada por Demi Lovato, incluida en su quinto álbum de estudio Confident, de 2015. La canción fue lanzada el 18 de septiembre de 2015 por Hollywood Records y Island Records como una descarga instantánea con el pre-pedido del álbum en iTunes, así como también una descarga independiente en los sitios de ventas digitales como Google Play y 7digital. Fue escrita por Lovato, Max Martin, Ilya Salmanzadeh y Savan Kotecha.

## Composición
La canción fue escrita por Demi Lovato, Savan Kotecha, Ilya Salmanzadeh y Max Martin. La producción estuvo a cargo de estos dos últimos junto a Ali Payami. Se trata de una canción pop rock con una «línea de tambores accionados». Temáticamente, la canción es acerca del empoderamiento y la confianza en uno mismo.

## Lanzamiento
Previamente al lanzamiento oficial, «Confident» se filtró en línea el 23 de agosto de 2015. La canción fue finalmente publicada el 18 de septiembre de 2015.

## Recepción crítica
Digital Spy dio una reseña crítica positiva, diciendo que: «La pista es un pavoneo, un himno cargo de latón pop, que se escucha que ella toma todo el control». Music Times también examinó la canción positivamente, diciendo: «'Confident' muestra un descarado, sensual lado de Lovato. Con rondas de tambores atronadores y bocinazos de cuernos de bronce, 'Confident' es toda una nueva Demi, sin signos de angustia o de lucha a la vista».
Billboard elogió la canción como una de las mejores del álbum, con un tono pegadizo y exitoso, hasta ahora la canción ha llegado a la posición 21 de los charts

## Vídeo musical
El vídeo musical del sencillo fue dirigido por Robert Rodriguez, y en escena hacen apariciones la actriz Michelle Rodriguez y los actores Jeff Fahey, Zane Holtz y Marko Zaror. El vídeo musical de «Confident» fue publicado oficialmente el 9 de octubre de 2015. El vídeo inicia con Lovato en una prisión de máxima seguridad, donde ha concedido un indulto por atrapar y detener el personaje de Rodríguez como un mariscal de los Estados Unidos. Lovato es enviada para atrapar a Rodríguez, pero la cantante pronto se da cuenta de que Rodríguez va un paso más adelante de ella. A medida que la policía intenta llevar a Lovato de nuevo a la cárcel, ella se libera y salta por el final del camión donde iba hasta el auto de Rodríguez. Una pelea se produce antes de que la pareja se da cuenta de que ambas jugaron (y se marcaron) por el mariscal. Luego ambas mujeres toman venganza juntas. Luego de una semana del estreno del vídeo musical en el canal Vevo de la cantante, el vídeo sumaba más de 10 millones de reproducciones. A cuatro meses de su lanzamiento el vídeo ya había llegado a los 100 millones de reproducciones y la canción fue certificada platino por vender más de un millón de copias en los Estados Unidos.

## Uso en medios
- La canción se utilizó en la campaña de publicidad de New Money de PayPal en 2016 y se emitió durante el Super Bowl XV.[10] como también en la película «Feliz dia de tu muerte».
- La canción se usó en la serie televisiva Telenovela[11] y Supergirl,[12] así como el anuncio de televisión de Lucifer,[13] el tráiler de Un espía y medio,[14] y el tráiler internacional de Spider-Man: Homecoming.[15]
- «Confident» se usó en el paquete de vídeo para resaltar la triple amenaza de partido para el WWE Women's Championship en WrestleMania 32.[16]
- La canción aparece en la banda sonora de la película Bad Moms.[17] y en la banda sonora de Ballerina.[18]
- La canción fue utilizada por ABC News en la cobertura de las Convenciones Republicanas y Demócratas de 2016.
- La canción fue utilizada en la película de Netflix Feel The Beat.
- La canción fue utilizada en la película Bailarina (2016)

## Formatos y listas de canciones
| Mundo - Descarga digital |                                 |          |  |
| N.º                      | Título                          | Duración |  |
| 1.                       | «Confident» (Versión del álbum) | 3:25     |  |

## Posicionamiento en listas

### Semanales
| País            | Lista                        | Mejor posición |
| --------------- | ---------------------------- | -------------- |
| Australia       | ARIA Top 100 Singles         | 35             |
| Bélgica (Fl)    | Ultratip                     | 27             |
| Canadá          | Canadian Hot 100             | 26             |
| Canadá          | Canadian Digital Songs       | 16             |
| Escocia         | Scottish Singles Chart       | 27             |
| Eslovaquia      | Singles Digital - Top 100    | 23             |
| Estados Unidos  | Billboard Hot 100            | 21             |
| Estados Unidos  | Digital Songs                | 5              |
| Estados Unidos  | Radio Songs                  | 20             |
| Estados Unidos  | Dance Club Songs             | 1              |
| Estados Unidos  | Streaming Songs              | 40             |
| Estados Unidos  | Pop Songs                    | 9              |
| Estados Unidos  | Adult Pop Songs              | 17             |
| Estados Unidos  | On-Demand Songs              | 29             |
| Estados Unidos  | Dance/Mix Show Airplay       | 27             |
| Estados Unidos  | Billboard Twitter Top Tracks | 1              |
| Francia         | Top Singles Téléchargés      | 104            |
| Irlanda         | Top 100 Singles              | 61             |
| Israel          | Media Forest TV Airplay      | 1              |
| Italia          | Descargas digitales          | 84             |
| Noruega         | VG-lista                     | 40             |
| Nueva Zelanda   | New Zealand Heatseekers      | 3              |
| Nueva Zelanda   | NZ Top 40 Singles Charts     | 27             |
| Países Bajos    | Dutch Single Top 100         | 55             |
| Perú            | Perú Singles                 | 5              |
| Reino Unido     | UK Singles Chart             | 65             |
| República Checa | Singles Digital - Top 100    | 18             |
| Suecia          | Sverigetopplistan            | 67             |

### Sucesión en listas
| Predecesor: «EMI PUBLISHING»       | Media Forest TV Airplay — Sencillo número uno 1 de noviembre de 2015 — 14 de noviembre de 2015 | Sucesor: «Perfect» de One Direction |
| Predecesor: «Levels» de Nick Jonas | Dance Club Songs — Sencillo número uno 19 de diciembre de 2015 — 26 de diciembre de 2015       | Sucesor: «Hello» de Adele           |

### Anuales
| País           | Lista (2015)       | Posición |
| -------------- | ------------------ | -------- |
| Estados Unidos | Twitter Top Tracks | 24       |

### Certificaciones
| País           | Organismo certificador | Certificación | Ventas certificadas | Ref.   |
| -------------- | ---------------------- | ------------- | ------------------- | ------ |
| Canadá         | Music Canada           | Platino       | 80 000              | [ 47 ] |
| Dinamarca      | IFPI Dinamarca         | Oro           | 45 000              | [ 48 ] |
| Estados Unidos | RIAA                   | 3× Platino    | 3 000 000           | [ 49 ] |
| Ecuador        | IFPI - Ecuador         | 4× Platino    | 24 000              | [ 50 ] |
| Polonia        | ZPAV                   | Platino       | 50 000              | [ 51 ] |
| Reino Unido    | BPI                    | Oro           | 400 000             | [ 52 ] |
| Streaming      |                        |               |                     |        |
| Suecia         | GLF                    | Oro           | 4 000               | [ 53 ] |

## Historial de lanzamientos
| País                     | Fecha de lanzamiento           | Formato          | Ref.   |
| ------------------------ | ------------------------------ | ---------------- | ------ |
|                          | 18 de septiembre de 2015       | Descarga digital | [ 54 ] |
| Estados Unidos           |                                |                  |        |
| 29 de septiembre de 2015 | Radio de éxitos contemporáneos | [ 55 ]           |        |
| 29 de septiembre de 2015 | Hot AC radio                   | [ 56 ]           |        |